# Martin-Baker MB 2
Martin-Baker MB2 là một mẫu thử máy bay tiêm kích của Anh, do hãng Martin-Baker đầu tư phát triển dựa trên loại máy bay dân sự MB1.

## Tính năng kỹ chiến thuật (MB 2)
Dữ liệu lấy từ The British Fighter since 1912
Đặc điểm tổng quát
- Kíp lái: 1
- Chiều dài: 34 ft 9 in (10,59 m)
- Sải cánh: 34 ft 0 in (10,37 m)
- Chiều cao: 9 ft 9 in (2,97 m)
- Diện tích cánh: 212 ft² (19,7 m²)
- Trọng lượng có tải: 5.537 lb (2.517 kg)
- Động cơ: 1 × Napier Dagger III, 1.000 hp (746 kW)
- Đường kính cánh quạt: 10 ft 6 in (3,20 m)

 Hiệu suất bay 
- Vận tốc cực đại: 265 knot (305 mph, 491 km/h)
- Vận tốc hành trình: knots
- Trần bay: 29.000 ft (8.840 m)
- Vận tốc lên cao: 2.200 ft/phút (11,2 m/s)
- Tải trên cánh: 26,1 lb/ft² (128 kg/m²)
- Công suất/trọng lượng: 0,18 hp/lb (0,30 kW/kg)

Trang bị vũ khí

- Súng: 8 x Súng máy M1919 Browning 0.303 inch